# Aeroporto de Oslo Gardermoen
O Aeroporto de Oslo Gardermoen (IATA: OSL; ICAO: ENGM) em Oslo, é o maior aeroporto da Noruega, sede e hub da companhia aérea escandinava e membro da aliança aérea Star Alliance, Scandinavian Airlines System. O Aeroporto de Oslo atendeu 21,1 milhões de passageiros em 2011. Foi Aeroporto nomeado "aeroporto mais pontual da Europa" quatro vezes pela Association of European Airlines (AEA).
O aeroporto reside no município de Ullensaker, cerca de 47 km ao norte de Oslo. Tem um forte perfil ambiental e centra-se em transportes públicos de acesso ao aeroporto. Cerca de 13000 pessoas trabalham no aeroporto, a fim de mantê-lo funcionando 24 horas por dia. Em 2007 e 2010 foi nomeado o aeroporto mais eficiente da Europa.
Devido ao aumento do tráfego no Aeroporto de Oslo do aeroporto deve aumentar a sua capacidade de ser capaz de lidar com a quantidade esperada de 28 milhões de passageiros por ano. Isto será alcançado através da expansão do terminal, e a construção de um novo cais para permitir mais aviões. O terminal também terá novo ponto de partida e de chegada áreas, e uma academia de manuseio nova bagagem. O desenvolvimento está prevista para ser concluída em 2017.

## Estatísticas anuais
| Ano  | Passageiros | Estatísticas |
| ---- | --- | --- |
| 2001 | 13 961 696 | Esta página contém um gráfico que utiliza a extensão <graph> . A extensão está temporariamente indisponível e será reativada quando possível. Para mais informações, consulte o ticket T334940 . |
| 2002 | 13 411 584 | Esta página contém um gráfico que utiliza a extensão <graph> . A extensão está temporariamente indisponível e será reativada quando possível. Para mais informações, consulte o ticket T334940 . |
| 2003 | 13 646 890 | Esta página contém um gráfico que utiliza a extensão <graph> . A extensão está temporariamente indisponível e será reativada quando possível. Para mais informações, consulte o ticket T334940 . |
| 2004 | 14 865 460 | Esta página contém um gráfico que utiliza a extensão <graph> . A extensão está temporariamente indisponível e será reativada quando possível. Para mais informações, consulte o ticket T334940 . |
| 2005 | 15 895 722 | Esta página contém um gráfico que utiliza a extensão <graph> . A extensão está temporariamente indisponível e será reativada quando possível. Para mais informações, consulte o ticket T334940 . |
| 2006 | 17 672 256 | Esta página contém um gráfico que utiliza a extensão <graph> . A extensão está temporariamente indisponível e será reativada quando possível. Para mais informações, consulte o ticket T334940 . |
| 2007 | 19 043 800 | Esta página contém um gráfico que utiliza a extensão <graph> . A extensão está temporariamente indisponível e será reativada quando possível. Para mais informações, consulte o ticket T334940 . |
| 2008 | 19 344 459 | Esta página contém um gráfico que utiliza a extensão <graph> . A extensão está temporariamente indisponível e será reativada quando possível. Para mais informações, consulte o ticket T334940 . |
| 2009 | 18 087 722 | Esta página contém um gráfico que utiliza a extensão <graph> . A extensão está temporariamente indisponível e será reativada quando possível. Para mais informações, consulte o ticket T334940 . |
| 2010 | 19 091 000 | Esta página contém um gráfico que utiliza a extensão <graph> . A extensão está temporariamente indisponível e será reativada quando possível. Para mais informações, consulte o ticket T334940 . |
| 2011 | 21 103 623 | Esta página contém um gráfico que utiliza a extensão <graph> . A extensão está temporariamente indisponível e será reativada quando possível. Para mais informações, consulte o ticket T334940 . |
| 2012 | 22 080 496 | Esta página contém um gráfico que utiliza a extensão <graph> . A extensão está temporariamente indisponível e será reativada quando possível. Para mais informações, consulte o ticket T334940 . |
| 2013 | 22 956 544 | Esta página contém um gráfico que utiliza a extensão <graph> . A extensão está temporariamente indisponível e será reativada quando possível. Para mais informações, consulte o ticket T334940 . |
| 2014 | 24 269 235 | Esta página contém um gráfico que utiliza a extensão <graph> . A extensão está temporariamente indisponível e será reativada quando possível. Para mais informações, consulte o ticket T334940 . |
| 2015 | 24 678 188 | Esta página contém um gráfico que utiliza a extensão <graph> . A extensão está temporariamente indisponível e será reativada quando possível. Para mais informações, consulte o ticket T334940 . |
| 2016 | 25 787 691 | Esta página contém um gráfico que utiliza a extensão <graph> . A extensão está temporariamente indisponível e será reativada quando possível. Para mais informações, consulte o ticket T334940 . |
|      | Esta página contém um gráfico que utiliza a extensão <graph>. A extensão está temporariamente indisponível e será reativada quando possível. Para mais informações, consulte o ticket T334940. | |